# Joseph Mansion
Pour les articles homonymes, voir Mansion.
Joseph Mansion, né le 9 janvier 1877 à Gand et décédé le 8 novembre 1937 à Liège, est un linguiste belge. Il est le fils de Paul Mansion, le frère d'Augustin Mansion et le père de Suzanne Mansion.

## Biographie
Mansion obtient le grade de docteur en philologie et lettres de l'université de Gand après la présentation de sa thèse sur Les Gutturales grecques (1904). Chargé de cours à l'université de Liège où il enseigne la grammaire comparée des langues germaniques, la grammaire historique de l'anglais et de l'allemand, il est nommé professeur ordinaire le 22 mai 1912.
Helléniste, comparatiste et germaniste, Mansion est également un spécialiste du sanskrit (Esquisse d'une histoire de la langue sanscrite (Paris, P. Geuthner, 1931). Mais c'est la linguistique néerlandaise qu'il fera le plus progresser.
Il bâtit un lexique et une grammaire du vieux néerlandais qui fait date dans les recherches sur cette langue, libérant les chercheurs des comparaisons avec le vieux-francique-oriental et le vieux-saxon ( Gentsche Naamkunde, La Haye, 1924).
Mansion est l'un des membres fondateurs de la Société belge d'Études orientales et du Cercle belge de linguistique.

## Sources
- Biographie nationale de l'Académie royale de Belgique, 1959.
- Bulletin de l'Association des Amis de l'Université de Liège, IX, 1937, p. 226.
- Liber Memorialis de l'université de Liège, I, 1936, p. 504–507
- Revue belge de Philologie et d'Histoire, t.XVIII (1939), fasc.1
- (de) Althochdeutsches Lesebuch für Anfänger, 2e édition améliorée, Heidelberg 1932